# زوپیر دوم
زوپیر (به یونانی باستان: Ζώπυρος)، پسر بغابوخش دوم و آمیتیس، دختر خشایارشا ،  یک نجیب زاده ایرانی، اهل شاهنشاهی هخامنشی در قرن پنجم پیش از میلاد بود. 
زوپیر به همراه برادرش آرتیفیوس جریان شورش سال ۴۴۸ پ.م. از پدرشان در برابر اردشیر یکم حمایت کردند، این شورش پس از چند نبرد موفق در برابر اردشیر، با صلح به پایان رسید. پس از مرگ پدرش در حدود سال ۴۴۰ پ.م. او و مادرش به آتن رفتند و خود را به عنوان ژنرالی علیه ایران در اختیار اتحادیه دلوس قرار داد.  او احتمالاً در حوالی سال ۴۲۹ پ.م. در جریان محاصره کاونوس، با پرتاب سنگ توسط یکی از مدافعان شهر، در سواحل آسیای صغیر کشته شده است. مادربزرگ مادری او، ملکه مادر آماستری، ساکنان این شهر را به این همین دلیل مصلوب کرد.
ممکن است که بسیاری از داده‌هایی که در رابطه با ایران به هرودوت و توسیدید می‌رسید به وسیله همین زوپیر منتقل شده باشد. البته بحث‌های زیادی در رابطه با این موضوع وجود دارد.